# Saša Stevanović
Saša Stevanović (Vukovar, 25.oktobar 1980) srpski je ekonomista, član Fiskalnog savjeta Republike Srpske i izvršni direktor Društva za upravljanje Penzijskim rezervnim fondom Republike Srpske.   

## Biografija
Dr Saša Stevanović doktorirao je 2018 godine na Ekonomskom fakultetu Pale Univerzitet u Istočnom Sarajevu. Tema doktorske disertacije je: „Strategija ulaganja u infrastrukturne projekte u funkciji optimizacije portfolija institucionalnih investitora“. Autor je knjige „Upravljanje rizicima portfelja domaćih institucionalnih investitora“ čiji je izdavač Udruženje ekonomista Republike Srpske SWOT.
Poseduje sertifikate brokera, investicionog menadžera i investicionog savjetnika koje izdaje Komisije za hartije od vrijednosti Republike Srpske, sertifikat internog revizora Udruženje internih revizora Republike Srpske i sertifikat profesionalnog upravljača finansijskim rizicima (eng. Financial Risk Manager - FRM) dodjeljen od strane Globalne asocijacije profesionalnih upravljača rizicima (eng. Global Association of Risk Professionals - GARP).
Obavljao je članstvo u nadzornom, upravnom i odboru za reviziju emitenata na Banjalučkoj berzi: Elektro Doboj a.d. Doboj, Krajinapetrol a.d. Banja Luka, Pavlović International Bank a.d. Bijeljina. Učesnik je projekta dugoročnih investitora pod pokroviteljstvom OECD-a (eng. OECD Long-term Investment Project).
Oženjen je, trenutno živi u Banjaluci i otac je jednog djeteta.

## Bibliografija
Dr Saša Stevanović objavio je više naučnih i stručnih radova:
- Makroekonomski indikatori Republike Srpske, Financing br. 3, oktobar 2018. godine[12]
- Izazovi i kontroverze procjene stalnosti poslovanja u kontekstu finansijskog izvještavanja i opstanka preduzeća, 22. Kongres Saveza računovođa i revizora Republike Srpske, Septembar 2018
- Analiza održivosti duga Bosne i Hercegovine i zemalja regiona. Financing br. 2, jun 2018. godine[13]
- Modeli za predikciju stalnosti poslovanja i vjerovatnoće bankrotstva preduzeća. Četvrta međunarodna konferencija u organizaciji ekonomskog Fakulteta Brčko, Univerzitet Istočno Sarajevo i ekonomski fakultet Banja Luka, Novembar 2017.[14]
- Procjena stalnosti poslovanja preduzeća u Republici Srpskoj, 21. Kongres Saveza računovođa i revizora Republike Srpske, Septembar 2017.
- Finansijski izvještaji kao osnova za (pr)ocjenu vjerovatnoće bankrotstva preduzeća u Republici Srpskoj, 20. Kongres Saveza računovođa i revizora Republike Srpske, Septembar 2016,
- Aktuarski pristup procjeni vjerovatnoće bankrota – primjer Bosne i Hercegovine, Međunarodna konferencija o rizicima, Jerusalim, jun 2016.[15]
- Modeliranja očekivanih gubitaka po osnovu kreditnih rizika pomoću riziko parametara (PD, LGD, EAD) u BiH, Finrar 12/15[16]
- Posljedice pristupa baziranog na internom rejtingu na bankarski kapitala u BiH“, Međunarodna konferencija o rizicima, Luksemburg, jun 2015.[17]
- Testiranje modela za procjenu bankrota u Republici Srpskoj, Finrar 08/14
- Ograničenja i mogućnosti razvoja dužničkih hartija od vrijednosti u Republici Srpskoj – Obveznica kao alternativa kreditu, Zbornik radova Ekonomskog fakulteta Pale, 2014.[18]
- Teorija, tipovi i definisanje dividendne politike u funkciji rasta cijene akcija, Financing 02/14[19]
- Deskriptivni pristup analizi i procjeni investicionog rizika HOV iz portfolija domaćih institucionalnih investitora, Finrar 4/13
- Investiciona politika u funkciji ulaganja na tržištu kapitala, Porezni savjetnik 7/8, Sarajevo 2010
- Dividenda politika, Finrar 6/10
- Alokacija aktive – Instrument upravljanja rizicima na tržištu kapitala, Zbornik radova Ekonomskog fakulteta Pale, 2010